# José María Ortega Trinidad

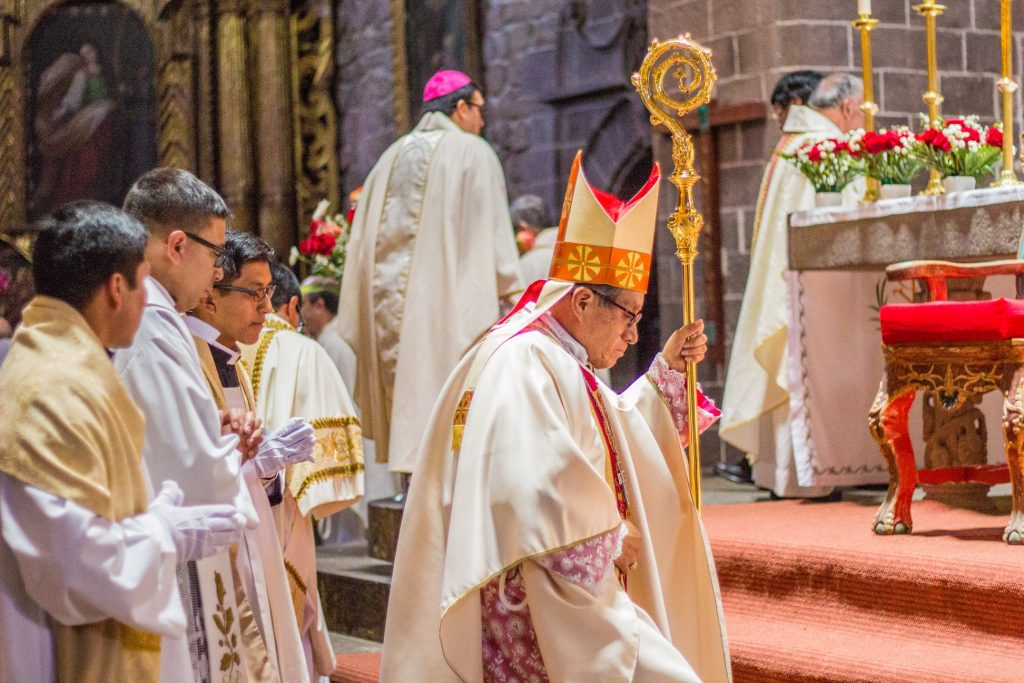
Última misa presidida por el Obispo de Juli.

José María Ortega Trinidad (Oyón, 30 de diciembre de 1950) es un sacerdote peruano. Obispo de Juli.

## Biografía
Nacido en la localidad de Nava, Oyón. Hijo de. Hizo sus estudios secundarios en el Colegio Seminario Menor Nuestra Señora del Valle de Cañete.  Siguiendo su vocación religiosa, ingresó al Seminario Mayor San José de Cañete, donde realiza estudios filosóficos y teológicos.
Prosigue estudios en la Universidad de Piura, donde obtuvo el grado de Bachiller en Ciencias de la Educación y el , En la Universidad de Navarra, Pamplona (España) obtiene el Doctorado de Teología.
El 25 de junio de 1978 es ordenado sacerdote, incardinado en la Prelatura de Yauyos.
Trabajó como párroco de las parroquias de Lunahuaná, Quinches, San Mateo, Omas y como formador del Seminario Menor “Nuestra Señora del Valle” y Rector del mismo Seminario.
También fue profesor y director del Instituto Superior Pedagógico Público de Cañete y Rector del Seminario Mayor “San José”. Del 2001 al 2006 fue párroco de la Catedral San Vicente Mártir de Cañete.

## Episcopado
El 22 de abril de 2006 fue nombrado Obispo Prelado de Juli, diócesis de Perú, por el Papa Benedicto XVI, recibiendo la consagración episcopal el 1 de julio de ese mismo año. 